# 499526 Romhanyi
499526 Romhanyi este o planetă minoră (asteroid) din centura de asteroizi. A fost descoperită pe 2 septembrie 2010 la Piszkéstetői Obszervatórium⁠(d) de . 
Obiectul prezintă o orbită caracterizată de o semiaxă mare de 2,5786299005374 UAi, o excentricitate de 0,13536168578267, o înclinație de 10,197217369579 ° în raport cu ecliptica.